# Quimilí
Quimilí est une ville de la province de Santiago del Estero, en Argentine, et le chef-lieu du département de Moreno. Elle est située à 200 km au nord-est de la capitale provinciale et à 80 km de la province de Chaco.